# 犬養廉
犬養 廉（いぬかい きよし、1922年10月31日 - 2005年5月7日）は、日本の日本文学者。お茶の水女子大学名誉教授。万葉集研究の第一人者である犬養孝は実兄。

## 略歴
東京生まれ。1952年東京大学国文科卒。北海道大学助教授、中央大学教授、お茶の水女子大教授、1988年定年、立正大学教授。1993年退職。墓所は谷中霊園。

## 著書
- 『万葉・古今・新古今新解』新塔社 1991 (要所研究シリーズ)
- 『平安和歌と日記』笠間書院 2004

## 共編著
- 『小倉百人一首新釈』小高敏郎共編 白揚社 1954
- 『古典和歌論叢』明治書院 1988
- 『後拾遺和歌集新釈』上巻 笠間書院 1996 (笠間注釈叢書)

## 校注
- 『更級日記 日本古典文学全集 18』小学館 1971、新編1994
- 『百人一首 兼載』有吉保,橋本不美男校注 新典社 1974 (影印校注古典叢書)
- 紫式部『帚木』奥出文子と校注 新典社 1978 (影印校注古典叢書)
- 『山家集(鑑賞日本の古典)』尚学図書 1980
- 藤原道綱母『蜻蛉日記』 1982 (新潮日本古典集成)
- 『小倉百人一首』創英社 1985 (全対訳日本古典新書)
- 『新日本古典文学大系　平安私家集』共校注  岩波書店 1994
- 紫式部『源氏物語 須磨』おうふう 1995
- 『蜻蛉日記』學燈社 2006